# Золотиста кирпоноса мавпа
Rhinopithecus roxellana (Рінопітек золотий) — вид приматів з роду Rhinopithecus родини Мавпові.

## Опис
Голова й тіло завдовжки 57-76 см, хвіст — 51-72 см, вага самців: 15-39 кг, самиць: 6,5-10 кг. Тулуб і кінцівки частіше червонувато-жовтого забарвлення, з відтінком від коричневого до світло-оранжевого. Спина і хвіст темно-коричневі, є смуга на голові та плечах чорного кольору. Хутро цих тварин відносно довге. Морда біла і гола, область навколо очей світло-блакитного забарвлення. Як і всі види роду характеризується коротким кирпатим носом, чиї отвори спрямовані вперед.

## Поширення
Країни проживання: Китай (провінції Ганьсу, Хубей, Шаньсі, Сичуань). Цей вид зустрічається тільки в гірських лісах, де сніговий покрив може триматись до шести місяців у році. У горах Циньлін він знаходиться в змішаних листяно-широколистяних лісах від 1400 до 2800 м. Може також проживати й в інших типах лісу, в тому числі змішаних хвойно-широколистяних і широколистяно-листяних. Ці тварини є одними з найбільш холодостійких приматів.

## Стиль життя
Це напів-земний, денний і листоїдний вид, але також їсть насіння, фрукти, кору, комах і дрібних хребетних. Вони живуть у групах різних розмірів. Ядро складається з гаремної групи. Ці гаремні групи стабільні і створені з 9—18 тварин. Є й холостяцькі групи, що складаються з 4-7 самців.
Спарювання відбувається в період з вересня по листопад. Після приблизно шестимісячного періоду вагітності з березня по травень, як правило, народжується один малюк. Він спочатку має чорну спину та голову, живіт біло-сірий. Виховує дитя матір, інші самиці групи теж піклуються про нього. Приблизно через п'ять місяців він приймає вперше тверду їжу, відлучається від молока в 1—1,5 років. Самці підлітки залишають групу в близько 3 роки. Більшість самиць, проте, залишаються на все життя в рідній групі.

## Загрози та охорона
Головною загрозою для виду є втрата лісів через розширення сільськогосподарських площ, особливо за межами охоронних територій. Цей вид занесений до Додатку I СІТЕС, мешкає в природоохоронних територіях.

## Етимологія
Вид названо на честь Роксолани через те, що Роксолана, як і цей вид мавп, мала довге золоте волосся та кирпатий ніс.